# Keegan Connor Tracy
Keegan Connor Tracy (* 3. prosince 1971 Windsor, Ontario, Kanada) je kanadská herečka. Mezi její nejznámější role patří Kat Jennings v hororu Nezvratný osud 2 a Blue Fairy v seriálu Once Upon a Time.
Mezi další seriály, ve kterých se objevila, patří Beggars and Choosers, Hvězdná brána, Jake 2.0, 4400, Agentura Jasno, Battlestar Galactica, Lovci duchů a Hlas smrti.

## Osobní život
Narodila se ve Windsoru v Ontariu. Studovala na střední škole St. Patrick's High School v Sarnii. Z Wilfrid Laurier University ve Waterloo v Ontariu získala titul ve sociální psychologii. Během studia na univerzitě strávila rok v Evropě.
Je vdaná za Eze Mitchella a mají spolu dvě dcery.

## Filmografie
| Rok       | Název                       | Role                       | Poznámky             |
| --------- | --------------------------- | -------------------------- | -------------------- |
| 1998      | Zámořská střední            | Yvette                     | TV seriál, 1 epizoda |
| 1998      | Trojka                      | Eve                        | TV seriál, 1 epizoda |
| 1998      | First Wave                  | Nicole                     | TV seriál, 1 epizoda |
| 1998      | The Net                     | Nadine                     | TV seriál, 1 epizoda |
| 1998      | Nová Adamsova rodina        | Consuela                   | TV seriál, 1 epizoda |
| 1998      | Milénium                    | Lhasa                      | TV seriál, 1 epizoda |
| 1997–1999 | Viper                       | Charmine Grimes            | TV seriál, 2 epizody |
| 1999      | Night Man                   | Angel                      | TV seriál, 2 epizody |
| 1999      | Beggars and Choosers        | Audrey Malone              | TV seriál, 2 epizody |
| 1999      | Dvojí obvinění              | Boutique Saleswomen        |                      |
| 1999      | Sedm dní                    | Claire                     | TV seriál, 1 epizoda |
| 2000      | Karaoke                     | Shelia                     |                      |
| 2001      | Strange Frequency           | Kim                        | TV seriál, 1 epizoda |
| 2001      | Překročená mez              | Clarie Carol               |                      |
| 2001      | Tak mě zab                  | Heather                    |                      |
| 2002      | 40 dnů a 40 nocí            | Mandy                      |                      |
| 2002      | Blackwoods                  | Dawn/Mandy                 |                      |
| 2002      | Černý anděl                 | Rain                       | TV seriál, 1 epizoda |
| 2003      | Nezvratný osud 2            | Kat Jennings               |                      |
| 2003      | Strach                      | Vicky                      |                      |
| 2003      | Princezna podsvětí          | Patti                      |                      |
| 2003      | Jake 2.0                    | Dr. Diane Hughes           | TV seriál, 16 epizod |
| 2002–2005 | Da Vinciho případy          | Jackie                     | TV seriál, 2 epizody |
| 2005      | 4400                        | Alison Driscoll            | TV seriál, 2 epizody |
| 2005      | Hlas smrti                  | Mirabelle Keegan           |                      |
| 2006      | Hvězdný brána               | Dr Redden                  | TV seriál, 1 epizoda |
| 2006      | Chaos                       | Marnie Rollins             |                      |
| 2006      | Síť 2.0                     | Z.Z.                       |                      |
| 2006      | Temná bouře                 | Sam                        |                      |
| 2006      | Slepá důvěra                | Brooke                     |                      |
| 2006      | The Perfect Suspect         | Erin                       |                      |
| 2006      | Lovci duchů                 | Karen Giles                | TV seriál, 1 epizoda |
| 2006      | Agentura Jasno              | Priscilla Osterman         | TV seriál, 1 epizoda |
| 2007      | Zmatená duše                | Mt. Sinai Nurse            |                      |
| 2008      | Ženy                        | Dolly Dupuyster            |                      |
| 2009      | Lovci duchů                 | Sera Siege                 | TV seriál, 1 epizoda |
| 2009      | Dům                         | Lily                       |                      |
| 2007–2009 | Battlestar Galactica        | Jeanne                     | TV seriál, 9 epizod  |
| 2009      | My Little Pony: Tajná přání | Whimsey (hlas)             |                      |
| 2010      | Sejmi eso 2                 | Vicky Salerno              |                      |
| 2010      | Změna je život              | Jenny                      | TV seriál, 1 epizoda |
| 2010      | Heuréka – město divů        | Dr. Viccelli               | TV seriál, 1 epizoda |
| 2011      | V                           | Eileen Rounick             | TV seriál, 1 epizoda |
| 2012      | The Company You Keep        | Jim Grant's Secretary      |                      |
| 2011—     | Once Upon a Time            | Blue Fairy/Mother Superior | 14 epizod            |
| 2013      | Batesův motel               | Miss Watson                | 4 epizody            |
| 2014      | Words and Pictures          | Ellen                      | Natáčí se            |

## Ocenění a nominace
| Rok  | Ocenění                                                                  | Nominovaná práce   | Výsledek   |
| ---- | ------------------------------------------------------------------------ | ------------------ | ---------- |
| 2002 | Leo Award pro nejlepší herečku ve vedlejší roli v dramatickém seriálu    | Da Vinciho případy | Vyhrála    |
| 2002 | Gemini Award pro nejlepší herečku ve vedlejší roli v dramatickém seriálu | Da Vinciho případy | Nominována |
| 2004 | Leo Award pro nejlepší hlavní herečku v dramatickém seriálu              | Jake 2.0           | Nominována |
| 2012 | Leo Award pro nejlepší hostující herečku v dramatickém seriálu           | Once Upon a Time   | Nominována |